# Episinus crysus
Episinus crysus là một loài nhện trong họ Theridiidae.
Loài này thuộc chi Episinus. Episinus crysus được miêu tả năm 1992 bởi Buckup & Marques.